# Tantilla
Tantilla är ett släkte av ormar. Tantilla ingår i familjen snokar.
Arterna är med en längd upp till 50 cm små och smala ormar. De förekommer från centrala USA till Argentina. Habitatet varierar mellan bland annat öknar och skogar. Födan utgörs av insekter och insektslarver. Honor lägger upp till tre ägg per tillfälle. Individerna är främst nattaktiva och de gömmer sig på dagen bakom stenar eller bakom annan bråte.
Fler släktmedlemmar har liknande färgteckning. Hos många är bålen samt svansen brun och huvudet eller bara huvudets topp är svart.

## Dottertaxa tillTantilla, i alfabetisk ordning[1]
- Tantilla albiceps
- Tantilla alticola
- Tantilla andinista
- Tantilla armillata
- Tantilla atriceps
- Tantilla bairdi
- Tantilla bocourti
- Tantilla boipiranga
- Tantilla brevicauda
- Tantilla briggsi
- Tantilla calamarina
- Tantilla capistrata
- Tantilla cascadae
- Tantilla ceboruca
- Tantilla coronadoi
- Tantilla coronata
- Tantilla cucullata
- Tantilla cuesta
- Tantilla cuniculator
- Tantilla deppei
- Tantilla deviatrix
- Tantilla flavilineata
- Tantilla fraseri
- Tantilla gracilis
- Tantilla hendersoni
- Tantilla hobartsmithi
- Tantilla impensa
- Tantilla insulamontana
- Tantilla jani
- Tantilla johnsoni
- Tantilla lempira
- Tantilla longifrontalis
- Tantilla melanocephala
- Tantilla mexicana
- Tantilla miyatai
- Tantilla moesta
- Tantilla nigra
- Tantilla nigriceps
- Tantilla oaxacae
- Tantilla oolitica
- Tantilla petersi
- Tantilla planiceps
- Tantilla relicta
- Tantilla reticulata
- Tantilla robusta
- Tantilla rubra
- Tantilla schistosa
- Tantilla semicincta
- Tantilla sertula
- Tantilla shawi
- Tantilla slavensi
- Tantilla striata
- Tantilla supracincta
- Tantilla taeniata
- Tantilla tayrae
- Tantilla tecta
- Tantilla trilineata
- Tantilla triseriata
- Tantilla tritaeniata
- Tantilla vermiformis
- Tantilla wilcoxi
- Tantilla vulcani
- Tantilla yaquia